# Ornidazol
Ornidazol es una droga utilizada para el tratamiento de infecciones de protozoos. Es usada en la industria de aves de corral.
Se ha investigado su uso en la enfermedad de Crohn después de la resección intestinal.